# Петрушка (шоколадное яйцо)
«Петрушка» — шоколадное яйцо с сюрпризом, содержащее внутри пластиковый контейнер с игрушкой, российский аналог «Киндер-сюрприза». Выпускалось группой компаний «Ландрин», по заявлению производителя, сделано из молочного и белого шоколада.
Производство было начато в 1999 году предпринимателем Игорем Маркитантовым. Первоначально заготовки яиц закупались за границей, так как технологии их изготовления в России на то время не было. Шоколадные яйца изготавливали в Испании, а игрушки — в Китае. В 2003 году в Санкт-Петербурге группой компаний «Ландрин» была создана собственная линия по производству шоколадных яиц «Петрушка».
В 2004 году во время Пасхи в продажу поступили освящённые яйца «Петрушка», которые были отмечены знаком «ХВ» и надписью «Освящено в Спасо-Парголовском храме», что вызвало недовольство верующих. Всего было выпущено 150 тысяч таких яиц. Большинство яиц продавалось в Москве и Екатеринбурге, внутри была игрушка из серии «Возвращение блудного попугая». В яйцах попадаются серии, любимые детьми: «Силушка богатырская», «Простоквашино», «Приключения капитана Врунгеля», «Винни-Пух», «Чебурашка и его друзья», «Карлсон», «Волшебник Изумрудного города», где можно найти призовую игрушку — Петрушку.
Игрушки, которые помещались внутрь яиц, представляли собой героев российских и советских мультфильмов, для чего компания заключила контракт с кинокомпанией «Союзмультфильм». Также компания планировала создавать своих собственных персонажей и снимать мультфильмы с их участием, выступая в роли инвестора.
Выпуск коллекции игрушек, посвящённых мультфильму «Тайна третьей планеты», привёл 14 марта 2007 года к судебному разбирательству между ЗАО «Кондитерская фабрика „Ландринъ“» и художницей Натальей Вячеславовной Орловой, которая разработала персонажей для мультфильма. Суд признал законность выпуска этой коллекции игрушек, так как у ЗАО «Кондитерская фабрика „Ландринъ“» были урегулированы отношения с киностудией «Союзмультфильм», выпустившей мультфильм, и вдовой Кира Булычёва К. А. Сошинской, а работа Орловой над созданием мультфильма была признана служебным произведением.